# Coll de Tancalaporta (la Coma i la Pedra)
|  | Aquest article tracta sobre la collada d'aquest nom al Solsonès. Vegeu-ne altres significats a «Tancalaporta». |

El Coll de Tancalaporta és una collada de la Coma i la Pedra situada a 2.113,2 m d'altitud entre el Vulturó (al nord) i el serrat de la Bòfia (al sud). Per aquesta collada hi ha el camí que comunica els prats de Bacies (a ponent) amb la Ginebrosa (a llevant), passant pel naixent torrent de la Rasa de Prat Piquer. Comunica, per tant, les conques del Segre i del Llobregat.